# Jack McCloskey
Jack McCloskey, né le 19 septembre 1925, à Mahanoy City, en Pennsylvanie, et mort le 1er juin 2017, à Savannah, en Géorgie, est un ancien joueur, entraîneur et dirigeant américain de basket-ball. Il évolue au poste d'arrière. Il est manager général des Pistons de Détroit de 1979 à 1992.

## Palmarès
- Champion Eastern Professional Basketball League 1949
- MVP de l'Eastern Professional Basketball League 1953, 1954